# Технології Стародавнього Єгипту

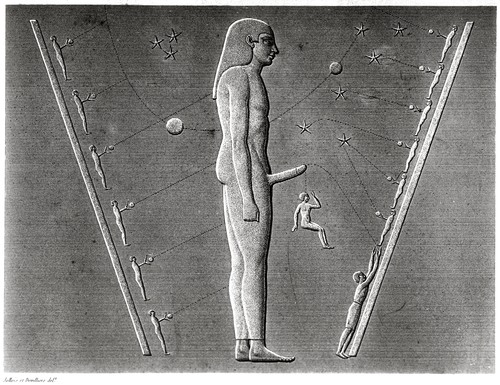
Водяний годинник. Гробниця Рамсеса VI

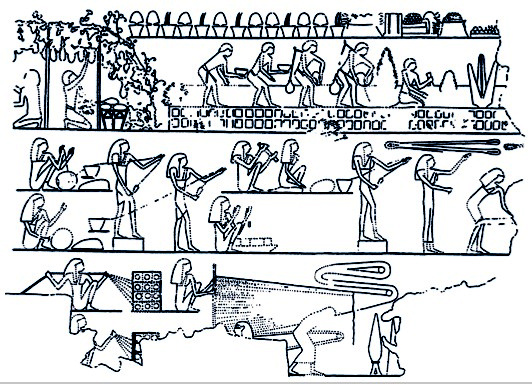
Давньоєгипетське зображення жінок, які займаються механічним виготовленням мотузок, перше графічне свідчення цього ремесла, показано у двох нижніх рядах ілюстрації

Технології Стародавнього Єгипту — це певного роду сукупність механізмів, інструментів, засобів і технік, які застосовувалися в різних галузях виробництва і у побуті корінного населення Стародавнього Єгипту.

## Зведення будівель і монументів
На думку багатьох дослідників ХІХ-ХХ століття для будівництва пірамід застосовувалися одні й ті ж самі технології. Втім на сьогодні доведено, що існувала різниця у техніці зведення поховань фараонів у період Давнього, Середнього та Нового царств.
Відповідно до Геродота, коли перший з майданчиків піраміди було завершено, робітники використовували дерев'яні колоди як важелі для підйому інших каменів; таким чином, вони підіймали блоки з землі на перший ярус. Коли камінь був піднятий, його встановлювали на другий важіль, який стояв на першому ярусі і підіймали з цього рівня на наступний. Могло бути так, що на кожному ярусі встановлювали нові важелі, або, можливо, використовувався тільки один такий пристрій, досить портативний, який, у свою чергу, переносили з рівня на рівень. Визначити це не можливо, оскільки були згадані обидві ці можливості. Однак, напевно спочатку стародавні єгиптяни завершували будувати верхню частину піраміди, потім наступну під нею, і на останок працювали вже з основою піраміди та її нижньою частиною. 
Згідно із свідчення Діодора Сицилійського, давні єгиптяни широко використовували пандус або сани із солі та селітри, за допомогою яких підіймали кам'яні блоки. Згодом ці пандуси були розчинені у водах Нілу. Єгипетські робітники застосовували методи, що дозволяли підіймати й укладати на висоті кам'яні блоки вагою в кілька тонн. Крім того, більш масивні блоки, близько 73 т, підіймалися на висоту 50 м.
Так, сучасним дослідникам вдалося виявити деякі залишки будівельних пандусів, зокрема біля піраміди в Мейдумі, пірамід Сехемхета і Хефрена, біля піраміди Сінки в Абідосі і піраміди Сенусерта I в Лішті. Всі пандуси є бічними, тобто підходять перпендикулярно до сторін піраміди. Існують теорії щодо застосування фронтального, гвинтового та зигзагоподібного пандусів, втім усі вони мають недоліки й дотепер точно не підтверджені.
Після того, як кам'яний блок був готовий до транспортування, робочим доводилося поміщати його на дерев'яні сани, що були збиті з єгипетської акації, ліванського дуба чи кедра, і тягнути їх по землі, використовуючи мотузки з конопель, незалежно від відстані від кар'єру до піраміди. Найдавніші сани датуються XII династією і служили для переміщення великих похоронних човнів, що призначалися для ритуалів в заупокійному комплексі Сенусерта III. Готові кам'яні блоки також буксирувалися групою людей, як помітно на монументі періоду V династії: два ряди робочих зображені на одному з барельєфів, що належить до піраміди Сахура.
Прикладом методів та інструментів, які використовувалися для різання мегалітичних блоків, може служити незавершений обеліск, котрий дотепер знаходиться в кар'єрах Асуана. Точність різання, обробки і припасування блоків між собою демонструють неймовірний рівень якості, який можна порівняти тільки з точністю в сучасній промисловості.
Тип інструментів, використовуваних для того, щоб надати необхідну форму кам'яним блокам, іноді, з дуже твердих порід, зокрема граніту, і матеріали, з яких ці інструменти були зроблені, нині викликають численні дискусії. Максимальна твердість відомих на той час інструментів досягалася з мідних сплавів, що визнається значно меншою самих оброблюваних поверхонь.

### Інструменти
Інструменти, які єгиптяни мали в своєму розпорядженні за часів Давнього царства, були успадковані, переважно з неоліту. Використовуючи кам'яні інструменти, їх предки набули великого досвіду в обробці твердих порід, про що свідчать чудові вази, виготовлені в період Раннього царства. До таких інструментів належали: велика кількість молотків з діориту або долериту, кремнієві леза і ножі, відбійники та свердла. Вапнякові напівсфери використовувалися для подрібнення різного сміття для подальшого виготовлення з нього кріпильного розчину.
Основним металом з яким працювали єгипетські робітники, була здебільшого мідь, з якої були виготовлені зубила і пили без зубців, що використовувалися в поєднанні з кварцовим піском, що застосовувався як абразив. За допомогою таких інструментів розпилювали важкі блоки.
При зведенні пірамід застосовувалася деревина, насамперед для виготовлення важелів, носилок і колод, а також для отримання кам'яних блоків. У Каїрському музеї зберігається дерев'яне пристосування, назване «гойдалкою-підйомником», яке є своєрідними санами з напівкруглими ковзанами, на які встановлювався блок і за допомогою важелів для розгойдування, підставлених під одну зі сторін, підіймався на рівень вище. Використання подібного пристрою дозволяло підіймати на необхідну висоту камені вагою в кілька тонн. Стосовно часу їх використання існують розбіжності: одні вважають, що пристрій з'явився за Середнього царства, інші — Нового.
Давньоєгипетські каменерізи використовували для шліфування кварцовий пісок, що дозволяв обробляти навіть досить тверді поверхні. Для шліфування найтвердіших порід з відомих стародавнім єгиптянам — граніту і базальту — застосовувалася крихта цих самих каменів. Гранітна крихта слугувала також універсальним абразивом при досить грубих роботах, зокрема на початкових етапах обробки поверхні рельєфу або статуї.

## Землеробські технології

### Підйом води
Вже у Давньому царстві користувалися спеціальними спорудами — шадуфами — для підйому води на більш високі поля, куди не можна було провести каналів. Особливе значення набувають водопідіймальні пристосування з Середнього царства, коли почалося освоєння так званої «високою» землі, тобто тієї, куди не потрапляла зовсім або в украй недостатня кількість води розливу.
Найбільш простим водопідіймальним пристосуванням було шкіряне відро, яким черпали воду і виливали в канаву. Значним удосконаленням був шадуф. Шкіряне відро прив'язувалася мотузкою до кінця довгої жердини, укріпленої на стійці таким чином, щоб жердина могла опускатися вгору й вниз. З протилежного боку жердини прив'язувалася противага, яка врівноважувала відро, наповнене водою. Проведені розрахунки показують, що за допомогою такої споруди можна було протягом години підняти на висоту 2 м 3400 л води, на 3 м — 2700 л, на 4 м. — 2050 л, на 5 м — 1850 л і на 6 м — 1650 л. Коли потрібно було підняти воду на висоту кількох метрів, давні єгиптяни вважали більш раціональним влаштовувати механізм на кшталт сходів з шадуфів: з нижнього шадуфу вода наливалася до розташованого вище, і вже з цього останнього вона виливалася в канавки, що йшли полями. При цьому губилося багато води, і тільки потреба в землі, що змушувала користуватися і високо розташованими ділянками, виправдовувала таку неощадну роботу.
Значно більш досконалою водопідіймальною спорудою був чигир, відомий під арабською назвою сакія (араб. ساقية). На двох опорах, зазвичай цегляні стіни, нерухомо закріплювалася колода. Посередині, між обома опорами, горизонтально розташовувалося на осі, яке закріплялося одним кінцем в землю, а іншим — в нерухому колоду, дерев'яне колесо, по ободу якого були насаджені дерев'яні зуби. Перпендикулярно до цього колеса встановлювалося інше, такого точно виду, воно розташовувалося так, що зуби його зчіплялися із зубами першого. Друге колесо насаджувалося на досить довгу дерев'яну вісь, прокладену під землею; на іншому кінці цієї осі робилося легке дерев'яне колесо, на яке нав'язувалася широкогорлі посудини. Це останнє колесо наполовину занурювалося у воду. Пара биків, запряжених у війя, прикріплене до першого колеса, йдучи по колу, надавали руху усій споруді: перше колесо зубами захоплювало друге, яке своєю чергою обертало те, на яке насаджувалися посудини. Спускаючись, посудини наповнювалися водою, а підіймаючись, виливали її на спеціально влаштовані жолоби, по яких вода прямувала у канавки.
Сакія вперше застосовується в Новому Царстві, широке поширення вона знаходить вже в елліністичному Єгипті. У порівнянні з шадуфом вона було більш продуктивною спорудою, оскільки при підйомі води до висоти 6 м воно могло зрошувати протягом усього літа поле розміром від 5 до 12 акрів, крім того, сакія могла черпати воду з колодязя, шадуф — тільки з каналу.

### Прокладання каналів
Вже переважно у часи Давнього царства була створена мережа зрошувальних каналів, яка без особливих змін продовжувала існувати до Римського часу. Від Нілу відходили великі і широкі канали, від яких відділялися дрібніші. Від цих більш дрібних каналів, в свою чергу, відходили ті канавки, які розбивали поля на невеликі квадрати. Для їх прокладання застосовували звичайно мотику.

## Наукові технології
Довгий час мідь виплавляли, розводячи багаття під кам'яними тиглями, складеними зі шматків каміння. Тигель мав форму чобітка, в нижню частину якого поміщали шматки руди. «Мисок» чобітка відкривався на зразок носика, і з нього виливався виплавлений метал. Кілька майстрів сиділи навпочіпки біля вогню й дмухали через очеретяні трубки в полум'я, щоб жар йшов саме на мідну руду. Цей важкий спосіб подуву припинив існування в епоху Нового царства, близько XV ст. до н. е., коли були винайдені ковальські міхи з ножним приводом. Холодна ковка і лиття — основні технології обробки міді, які були відомі давнім єгиптянам.
Вже з періоду Раннього царства входить у вжиток найпростіший гончарний круг, встановлений на вертикальній осі. Підмайстер обертав круг вручну, а майстер ліпив на ньому посуд. Починаючи десь з часів IV династії, гончарний круг набуває поширення на всій території Стародавнього Єгипту.
Тривалий час у ткацтві використовували примітивний ручний горизонтальний верстат. Ручний ткацький верстат був удосконалений лише в епоху Нового царства, коли до нього був доданий ножний привод, значно підвищив продуктивність праці ткаль. Вовняна пряжа, навпаки, увійшла в побут єгиптян досить пізно.
Стосовно астрономічних інструментів існують уривчасті відомості. Величезні карти нічного зоряного неба виписані на стелях похоронних камер гробниць фараонів епохи Нового царства в Долині царів у Фівах. Наприкінці епохи Нового царства в гробницях фараонів Рамсеса VI, VII і IX було зображено унікальний «зоряний годинник», що складаються з 24 таблиць для 24 півмісячних інтервалів одного року. Кожна таблиця супроводжується зображенням жерця, що сидить, і системою з 9 вертикальних ліній, пересічених 13 горизонтальними лініями.
Горизонтальні лінії являють початок ночі і закінчення 12 її годин. Супровідний текст пояснює, в якому становищі зірка повинна знаходитися нині[коли?] за відношенню до фігури сидячого жерця. Вночі два жерця сідали на вершині пілона храму обличчям один до одного строго в напрямку небесного меридіана, тобто в напрямку з півночі на південь. Один з жерців дивився на обличчя іншого через маленький отвір спеціального інструменту. В цей же момент перший жрець-спостерігач за допомогою інструмента мерхет — мотузкового виска з грузилом — зазначав положення необхідної зірки на небі щодо фігури жерця, що сидив навпроти. Якщо зірка знаходилася чітко над головою останнього, то це означало, що вона досягла своєї найвищої точки на небі, знаходиться на лінії небесного меридіана, «раха іб» — навпроти серця. Якщо зірка була нижче або в стороні від меридіана, то це положення фіксувалося як херірет унемі («херірет іабі») — біля правого ока (біля лівого ока), херрі унемі (херра іабі) — на правому плечі («на лівому плечі») і т. д.
Денний час встановлювалося за гномоном, який складалося з двох дерев'яних брусків, з'єднаних разом. На одному бруску, що розташовувався на площині в напрямку зі сходу на захід, були ділення; інший був поставлений своєю широкою стороною перпендикулярно до першого в напрямку з півночі на південь. Тінь, що відкидалася другим бруском, потрапляла на ділення першого і таким чином фіксувала денний час.
У медицині давні єгиптяни застосовували ланцети, пінцети, катетери для спускання сечі, маткові дзеркала, набори інструментів для припікання і скарифікації. На стародавніх муміях знайдено скріплення розхитаних зубів з сусідніми здоровими золотою стяжкою, правильно зрощені переломи кісток.
Хірургічні інструменти, виявлені в археологічних пам'ятках, включають ножі, гаки, свердла, щипці, ваги, ложки, пилки і вази з ладаном. Єгиптянам приписують і винахід клізми.

## Будівництво суден
З Давнього царства зводилися прості судна за типом з простим вітрилом. Після контактів з Передньою Азією, особливо Фінікією, відбулося модернізація кораблів Стародавнього Єгипту. Стали застосовуватися вітрила, що могли використовувати бічний вітер, та численні весла. З часів Хатшепсут з'являються судна з 2 вітрилами, кермом. Усі вони виготовлялися з дерева, зазвичай завезеного з-за меж Єгипту.
Зі зв'язок папірусу виготовляли легкі вітрильні та веслові човни для подорожі вгору і вниз по річці Ніл та для перевезення не дуже важких вантажів. Спочатку потрібно було насмикати товсті довгі стебла в болотистих прибережних чагарниках. На верфі очерет очищали від листя, відрізали коріння і починали пов'язувати в зв'язки. Кожну зв'язку стебел якомога тугіше перев'язували мотузками на рівних відстанях по всій довжині. Кілька підготовлених таким чином зв'язок єгипетські суднобудівельники ставили на особливі козли і починали надавати форму майбутнього судна. Ніс і корма човна вигиналися особливим чином, і працівники, підтримуючи вигнуті стебла в такому положенні, починали перев'язувати зв'язки разом. Міцність і водонепроникність човна забезпечувалися суто шляхом ретельного перев'язування очеретяних зв'язок, товщина яких часом перевищувала розмір людського тіла.
Мотузки для перев'язування плелися тут же на верфі, поруч з човном. На мотузки і канати йшли волокна з розрізаних папірусних стебел й жорстка трава-хальфа.

## Виробництво папірусу
Давні єгиптяни навчилися виготовляти з папірусу міцний і довговічний матеріал для письма. У багатьох європейських мовах слово «папір» сягає своїм корінням саме до єгипетського «папірус», зокрема в англійській (англ. paper), французькій (фр. papier), українській.
Технологія приготування паперу зі стебел папірусу досить нескладна. Стебло очищають від листя, знімають міцну лубову оболонку, а внутрішню частину стебла розрізають за довжині на тонкі смужки, потім ці смужки відразу розрізають на шматки однакової довжини. Далі ще сирі смужки відбивали каменем або дерев'яним молотком, щоб вони стали ширше і м'якше. Отримані таким способом «напівфабрикатні» заготовки рядами розкладалися на рівній чистій і сухій поверхні. Смужки кладуться злегка внапусток, так, щоб край однієї смужки трохи заходив на край сусідньої. Виклавши шар, розмірами відповідний шматку писального матеріалу, який потрібен, поверх точно таким же чином викладали ще один шар смужок, цього разу поперек нижнього шару.
Після цього поверх отриманого двошарового «килимка» укладали невеликий вантаж, щоб смужки, висихаючи, не жолобилися. При висиханні очеретяні смужки надійно склеювалися між собою, утворюючи лист готового до вживання письмового папірусу. На ньому можна було писати або малювати, причому навіть у фарбах.

## Годинники
Найдавніший водяний годинник (клепсидри) відносять до 1600 року до н. е., інший виявлено в Карнаці, який датується епохою Аменхотепа III (XIV ст. до н. е.). Втім беруть початок з більш раннього часу, оскільки зафіксоване на них відношення «найкоротша ніч — місяць єгипетського року», що відповідає проміжку 1640—1520 рокам до н. е. До цього періоду належить напис у гробниці Аменемхета, сановника часів Аменхотепа I (XVI ст. до н. е.), в якій, пояснюється дія водяного годинника і Аменемхет названий їх винахідником.
Водяний годинник застосовувалися головним чином вночі в закритих приміщеннях храмів, де можна було вести спостереження зірок. Вони мали різну форму (перевернутий зрізаний конус, призматичну, циліндричну) і вимірювали обсяг витекла або впадає води. Інструменти першого типу перед початком вимірювань наповнювали водою до граничного рівня, другого типу, навпаки, повністю звільняли від води.
Відлік часу здійснювали за градуйованих шкалами, нанесеним на внутрішню поверхню годин. Клепсидра з Карнака мала 12 подібних шкал неоднакової довжини по одній на кожен місяць року. Вони були розділені на 11 інтервалів, що дозволяють вимірювати час від кінця 1-ї години до кінця 12-ї години ночі. Вихідною точкою для вимірювання служив схід або кульмінація певною зірки, після чого відлік годин проводився незалежно від зіркових спостережень.
Клепсидри вплинули на розвиток сонячних, або тіньових, годинників, які застосовувались днем. Найдавніший екземпляр сонячного годинника, знайдений в Єгипті, датується епохою Тутмоса III (бл. 14500 року до н. е.). Серед космологічних текстів в кенотафі Сеиі I збереглося, крім того, опис конструкції, яка належить до більш ранньої стадії розвитку.
Вони складалися з горизонтального основи, на якому з краю і перпендикулярно до нього встановлена горизонтальна пластина, відкидаються тінь на основу. У першій половині дня годинник встановлювався пластиною на схід, у другій — на захід. Горизонтальну основу було розділено ризиками на 4 нерівні частини, що дозволяє протягом дня вимірювати 8 часових інтервалів. Шкали тіньових годинників з нахилом будувалися за тим же принципом, що і шкали клепсидр. Щомісяця мав свою шкалу, довжина якої була пропорційна тривалості дня цього місяця. На похилу поверхню наносили зазвичай тільки 7 шкал, оскільки кожна могла використовуватися протягом року двічі. Шкали поділяли на фіксовану кількість інтервалів, тривалість яких змінювалася протягом року. Підрозділ шкал на інтервали, що відповідало рівним проміжкам часу, робилося за допомогою водяного годинника.

## Ваги
Розвиток господарства призвів ще в до династичний період створення своєрідних обтесаних гир. Втім, справжні ваги з'являються лише в часи Давнього царства. Перші підписані ієрогліфами ваги відомі з часу правління фараона Снофру.Тоді ж впроваджено міру ваги — дебен. Рівноплечові ваги відомі з періоду Шостої династії. На тепер збереглися 32 типи важок з різною вагою, зроблені з каменю. Зображення видів ваг Стародавнього Єгипту представлено на барельєфах. Вважається, що звідси ваги стали розповсюджуватися Близьким Сходом та Середземномор'ям.